# 第18次西成暴動
第18次西成暴動（だい18じにしなりぼうどう）とは、1972年（昭和47年）10月に大阪府大阪市西成区のあいりん地区（通称釜ヶ崎）で発生した日雇い労働者による暴動事件。「第18次釜ヶ崎暴動」ともいう。

## 事件の発端
1972年10月3日朝、あいりん地区にある大阪社会医療センターで、一人の日雇い労働者が「早くしろ」と暴れたため、病院職員によって排除されるトラブルが発生した。
釜ヶ崎共闘会議は、病院職員が暴力を振るったとし、糾弾することになった。

## 事件の概要
10月3日午後5時30分頃から釜ヶ崎共闘会議に率いられた日雇い労働者約200人が病院を取り囲み、「労働者をなめるな！」「乱暴した職員を出せ！」と騒ぎ出した。
ちょうどその頃、あいりん地区内で自動車による人身事故が発生し、付近にいた日雇い労働者が運転手を小突く事件まで発生した。
これら二つの騒ぎが一体化し、午後7時頃になると、西成警察署前に集結して爆竹を鳴らすなどの騒ぎを起した。
翌日10月4日朝、日雇い労働者が再度押しかけたが、病院側はその他の一般患者に迷惑をかけたことに対する謝罪を要求したため、物別れに終わった。
また、第17次西成暴動の原因となったパチンコ店が営業を再開したこともあり、それに対する反発から、午後6時頃から再度暴動が発生した。この暴動で南海電気鉄道（現阪堺電気軌道）阪堺線が一時ストップした。